# کیپ گاد
کیپ گاد (به انگلیسی: Cape God) دومین آلبوم استودیویی از خواننده-ترانه‌پرداز کانادایی الی ایکس می‌باشد که در ۲۱ فوریهٔ سال ۲۰۲۰ از سوی توئین موزیک منتشر و توسط آوال توزیع گردید.